# Manzanal de los Infantes (kommunhuvudort)
Manzanal de los Infantes är en kommunhuvudort i Spanien.   Den ligger i provinsen Provincia de Zamora och regionen Kastilien och Leon, i den nordvästra delen av landet, 290 km nordväst om huvudstaden Madrid. Manzanal de los Infantes ligger 920 meter över havet och antalet invånare är 178.
Terrängen runt Manzanal de los Infantes är platt åt sydost, men åt nordväst är den kuperad. Runt Manzanal de los Infantes är det mycket glesbefolkat, med 2 invånare per kvadratkilometer. Närmaste större samhälle är Villardeciervos, 14,8 km sydost om Manzanal de los Infantes. 